# Орландо де ла Торре
Орландо де ла Торре (ісп. Orlando de la Torre, 21 листопада 1943, Трухільйо — 24 серпня 2022) — перуанський футболіст, що грав на позиції захисника.
Більшу частину кар'єри виступав за клуб «Спортінг Крістал», з яким став чотириразовим чемпіоном Перу, а також національну збірну Перу, у складі якої був учасником чемпіонату світу 1970 року.

## Клубна кар'єра
У дорослому футболі дебютував 1961 року виступами за команду «Спортінг Крістал», з якою того ж року виграв Національний чемпіонат. В подальшому за команду ще тричі вигравав чемпіонат Перу в 1968, 1970 та 1972 роках, провівши загалом тринадцять сезонів.

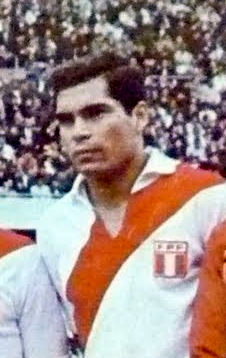
Орландо де ла Торре у формі збірної Перу. 1968 рік.

У 1973 році він поїхав до сусіднього Еквадору, де став гравцем «Барселони» (Гуаякіль). Повернувшись до Перу, він також виступав у клубах «Спорт Бойз», «Атлетіко Чалако» та «Хуан Ауріч», де і закінчив свою кар'єру в 1977 році.

## Виступи за збірну
28 липня 1967 року дебютував в офіційних матчах у складі національної збірної Перу в товариському поєдинку проти Японії (1:0).
У складі збірної був учасником чемпіонату світу 1970 року у Мексиці. У цьому турнірі він зіграв у всіх трьох матчах групового етапу, пропустивши лише програний чвертьфінал проти майбутніх переможців турніру збірної Бразилії (2:4).
Востаннє зіграв у національній збірній 5 серпня 1973 року в кваліфікаційному матчі до чемпіонату світу 1974 року проти Чилі (1:2). Загалом протягом кар'єри у національній команді, яка тривала 7 років, провів у її формі 39 матчів.

## Титули і досягнення
- Чемпіон Перу (4):

«Спортінг Крістал»: 1961, 1968, 1970, 1972